# Kepler-6
Kepler-6 — звезда, которая находится в созвездии Лебедь. Вокруг звезды обращается как минимум одна планета.

## Характеристики
Звезда получила своё наименование в честь космического телескопа Кеплер, открывшего у неё планетарный компаньон. Kepler-6 немного массивнее и крупнее (почти в 1,4 раза) Солнца. Это относительно старая звезда, её возраст оценивается в 3—4 миллиарда лет. Температура поверхности составляет около 5647 градусов по Кельвину. Звезда превосходит наше дневное светило по яркости почти в 2 раза.

## Планетная система
В 2010 году группой астрономов, работающих в рамках программы Kepler, было объявлено об открытии планеты Kepler-6 b в данной системе. Это так называемый горячий юпитер — газовый гигант с массой, равной 0,669 масс Юпитера, обращающийся очень близко к родительской звезде, на расстоянии всего 0,04 а. е. Полный оборот вокруг звезды планета совершает за 3,23 суток.